# Stojko Vranković
Stojan Vranković, detto Stojko (Dernis, 22 gennaio 1964), è un ex cestista jugoslavo, dal 1991 croato.
Grazie alla sua notevole stazza di 2,18 m, faceva della fisicità una delle sue doti migliori, la quale gli consentiva di essere anche un efficace stoppatore e rimbalzista.
Anche suo fratello minore Josip è un ex cestista.

## Carriera

### Club
Vranković iniziò la sua carriera da cestista allo Zadar, contribuendo alla conquista del titolo nazionale jugoslavo nel 1986 e al raggiungimento del quarto posto nella Coppa dei Campioni 1986-1987.
Ebbe la sua prima parentesi all'estero nel 1989, quando approdò in Grecia all'Aris Salonicco. Qui attirò ulteriormente l'attenzione dei Boston Celtics, che lo ingaggiarono nel 1990. Tuttavia, a causa di problemi come la mancanza di adattamento, la tendenza al fallo e il gioco eccessivamente lento, fu poco utilizzato, tanto da essere schierato rispettivamente in 5,4 e 5,8 minuti di media nelle due stagioni trascorse in canotta biancoverde.
Lasciò così i Celtics dopo due stagioni per tornare a giocare in Grecia, questa volta con il Panathīnaïkos. Con la formazione ateniese rimase per quattro stagioni: durante l'ultima annata, nella finale di Coppa dei Campioni 1995-1996 contro il Barcellona, a pochi istanti dalla fine, Vranković andò a stoppare José Antonio Montero che stava per realizzare agevolmente in contropiede quello che sarebbe stato il probabile canestro della vittoria catalana. Per la prima volta nella storia il titolo europeo venne dunque vinto dal Panathīnaïkos, che durante la permanenza del centro croato vinse anche due Coppe di Grecia.
Vranković tornò in NBA nel 1996 con la firma da parte dei Minnesota Timberwolves del general manager Kevin McHale, suo ex compagno di squadra ai tempi dei Celtics. Rispetto alla precedente parentesi americana ebbe più spazio, giocando 14,5 minuti di media durante i quali mise a segno 3,4 punti e 3,2 rimbalzi a partita, senza riuscire a lasciare particolarmente il segno. Il 25 giugno 1997 fu ceduto ai Los Angeles Clippers in cambio del centro Stanley Roberts: con la franchigia californiana il croato giocò 65 partite sulle 82 a calendario nella stagione 1997-1998 e solo 2 partite sulle 50 a calendario (in una stagione accorciata a causa del lockout) nel corso dell'annata successiva, anche a causa di alcuni problemi alla schiena.

Vranković in canotta Fortitudo

Nel luglio 1999 giunse in Italia avendo firmato un contratto annuale con la Fortitudo Bologna. Chiuse la regular season con 6,3 punti, 6,4 rimbalzi e 1,8 stoppate in 24 minuti di utilizzo medio, viaggiando a cifre simili anche durante i play-off che sancirono il primo storico scudetto della storia del club a seguito delle finali vinte per 3 gare a 1 contro la Benetton Treviso. Rimase alla Fortitudo anche per l'annata 2000-2001, ma riuscì a giocare solo 14 gare prima di essere tagliato sul finale di stagione per via di un peggioramento delle condizioni della sua schiena gravata da un'ernia del disco.
Nel settembre 2001 volle intraprendere un'ultima parentesi in patria, con il Cibona Zagabria, ma i problemi fisici gli impedirono di giocare.

### Nazionale
Le vittorie di Vranković in nazionale furono molteplici: nel 1986 con la Jugoslavia, vinse la medaglia di bronzo ai Mondiali di Spagna, appena ventiduenne. Sempre con la Jugoslavia vinse anche l'argento olimpico nel 1988.
Dal 1992 fece parte della Croazia, con cui vinse la medaglia d'argento alle Olimpiadi di Barcellona 1992 e la medaglia di bronzo ai Mondiali del 1994, oltre a due bronzi Europei nel 1993 e nel 1995.
In occasione della finale per il terzo e quarto posto di Europei 1993 vinta contro la Grecia, Vranković mise a segno una tripla doppia da 12 punti, 14 rimbalzi e 10 stoppate.

## Palmarès
- YUBA liga: 1

Zara: 1985-1986
- Campionato greco: 1

Aris Salonicco: 1989-1990
- Campionato italiano: 1

Fortitudo Bologna: 1999-2000
- Coppa di Grecia: 3

Aris Salonicco: 1989-1990
Panathinaikos:	1992-1993, 1995-1996
- Coppa di Croazia: 1

Cibona Zagabria: 2002
- Coppa dei Campioni: 1

Panathinaikos: 1995-1996